# Regions polars

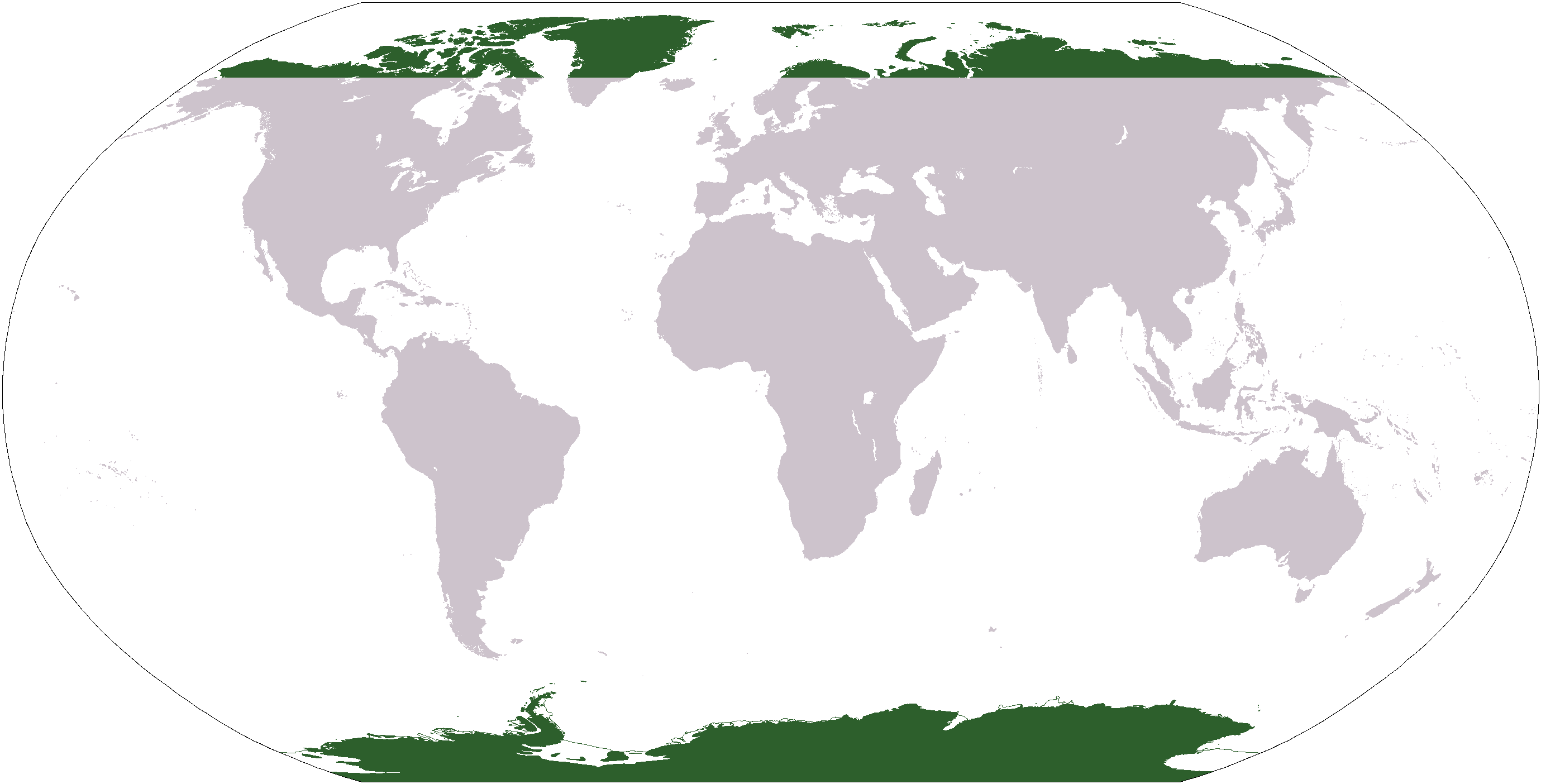
Situació de les regions polars

Les regions polars de la Terra són les zones geogràfiques del globus que envolten els pols, també conegudes com a zones frígides. El pol Nord i el pol Sud en són el centre, i aquestes regions estan dominades pels casquets polars, que es troben respectivament a l'oceà Àrtic i a l'Antàrtida. El glaç marí polar està disminuint, possiblement com a resultat de l'escalfament global antropogènic.
Tenen un clima polar amb menys sol, temperatures molt baixes i gran variació entre la durada del dia i la nit segons l'estació de l'any.